# Chiesa di Santa Croce (Sparone)
La chiesa di Santa Croce sorge sulla Rocca di Sparone ove esisteva, già prima dall'anno 1000, l'antico castrum che, secondo la tradizione, vide Re Arduino sostenere con successo l'assedio delle truppe dell'imperatore Enrico II. Questo edificio è una chiesa fortificata.
Del castello e delle antiche fortificazioni rimangono solo suggestive rovine, all'interno delle quali è situata la chiesa romanica di Santa Croce. Recenti lavori di restauro hanno riportato alla luce importanti affreschi gotici databili verso la fine del Trecento.

## Storia
L'esistenza della Rocca di Sparone, posta in cima ad una altura, in posizione strategica per il controllo della strada che sale lungo la Valle dell'Orco, è documentata sin dall'anno 1000, quando Ottone III, imperatore dei Romani, ne fece oggetto di donazione alla chiesa di Vercelli, togliendo ad Arduino, marchese di Ivrea, i relativi diritti feudatari.
La rocca è nota anche come Rocca di Arduino; la tradizione vuole infatti che durante gli eventi bellici che seguirono la sua incoronazione a re d'Italia, avendo Enrico II inviato l'esercito imperiale per destituirlo, Arduino si sia ivi asserragliato riuscendo a sostenere vittoriosamente l'assedio tra il 1004 ed il 1005.
Nel XII secolo la rocca fu contesa tra le casate dei San Martino e dei Valperga, famiglie feudatarie che si contendevano il possesso dell'alto Canavese. In seguito, dopo esser passata sotto il dominio del marchese del Monferrato, venne ceduta nel 1389 ai Savoia.
Cessato il suo ruolo strategico militare, il castello venne smantellato nel corso del XVI secolo, durante le lotte tra Francia e Spagna. Le superstiti mura della rocca (che si sviluppavano probabilmente lungo un perimetro superiore a quello oggi visibile) furono, col tempo, quasi interamente demolite ed utilizzate come riserva di pietre per le costruzioni rurali del luogo.
Rimase in piedi solo la chiesa dedicata alla Santa Croce che continuò a lungo a svolgere funzione di parrocchiale, fino a quando tale funzione fu assunta dalla chiesa di San Giacomo, al centro dell'abitato di Sparone.

## L'architettura e gli affreschi dell'abside

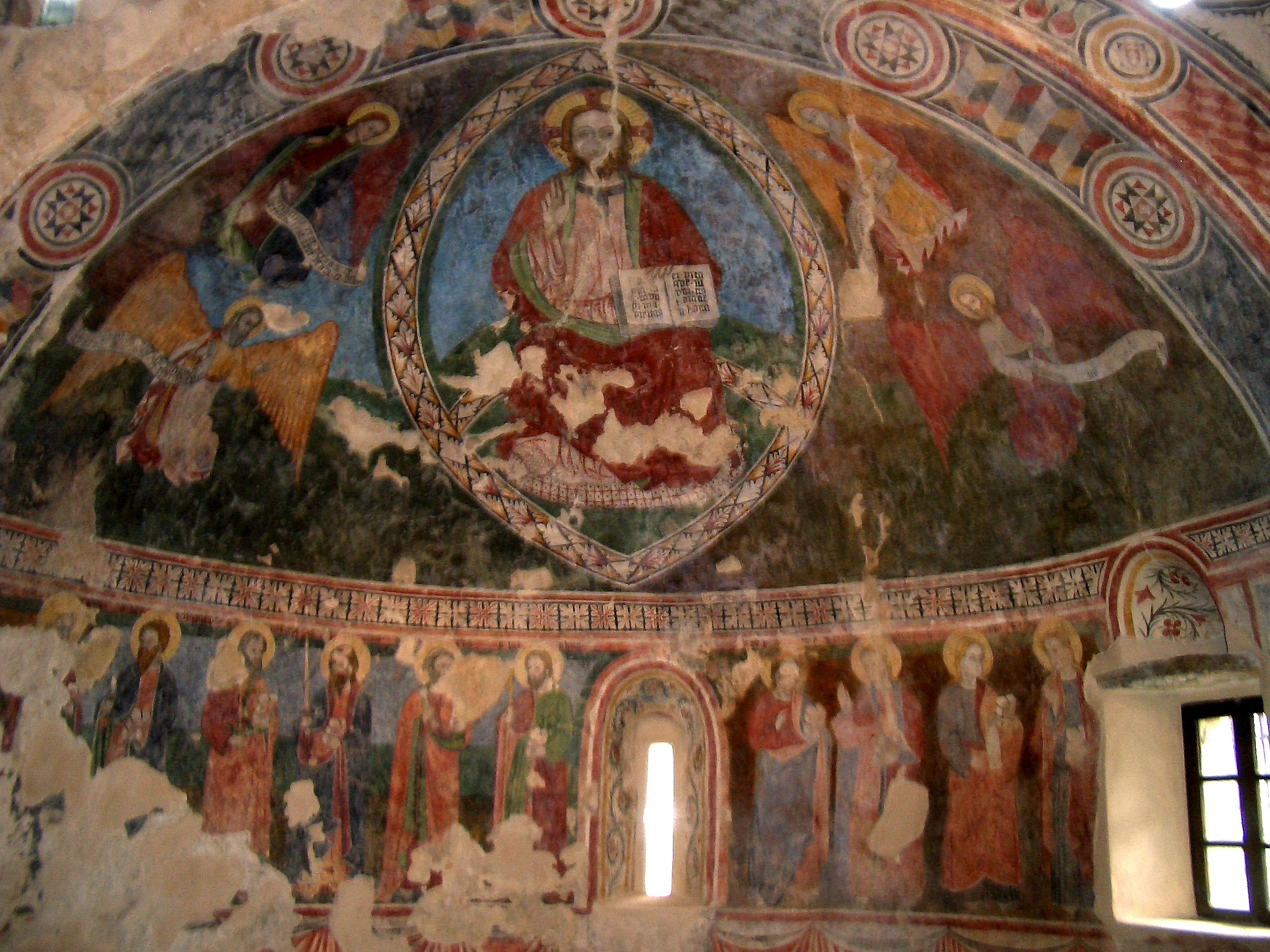
Gli affreschi dell'abside.

L'aspetto della chiesa è alquanto sobrio: il suo fianco sinistro è addossato alle mura perimetrali della rocca; l'abside ed il fianco destro sono decorati con lesene intervallate da archetti pensili binati, elementi tipici, almeno dall'XI secolo, dello stile romanico.
La primitiva architettura romanica venne modificata, senza tuttavia essere stravolta, negli anni successivi. Risalgono al XVIII secolo i rimaneggiamenti che hanno portato alla costruzione di una cappella affrescata che si apre sulla parte destra della chiesa, dedicata a san Vincenzo Ferreri. Anche il pronao addossato alla facciata rappresenta un'aggiunta dello stesso periodo.

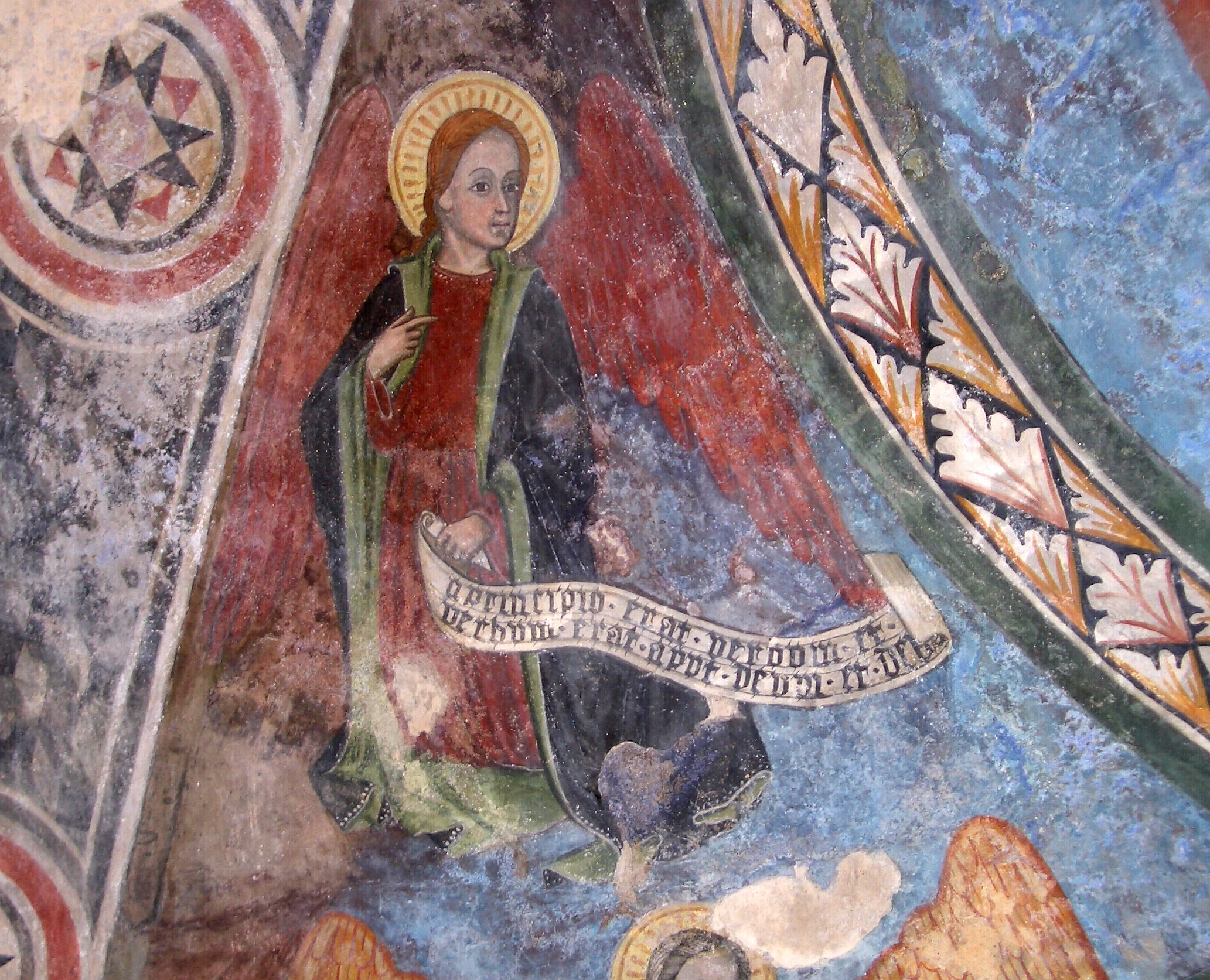
L'Evangelista san Giovanni.

Di grande interesse storico ed artistico sono gli affreschi riportati alla luce da restauri iniziati nel 1999: prima di allora erano visibili solo alcuni lacerti, segnatamente le raffigurazioni dell'Angelo annunziante e della Vergine annunziata posti ai lati dell'arco absidale, dentro a due inusuali pennacchi a tromba.
L'impianto iconografico degli affreschi riportati alla luce è quello "canonico", che - oltre alla citata Annunciazione posta sull'arco absidale - vede, nel catino dell'abside, la figura del Cristo pantocratore racchiuso in una mandorla di luce. Attorno ad esso sono poste le figura dei quattro evangelisti; mentre nella fascia sottostante trova infine spazio la usuale teoria dei dodici Apostoli.
Rimarchevole è la qualità pittorica degli affreschi, che vengono datati verso gli ultimi decenni del XIV secolo e collegati stilisticamente alla tradizione giottesca in area lombarda.
Di particolare interesse iconografico sono le figure dei quattro evangelisti che circondano la figura del Cristo pantocratore. Essi non assumono l'aspetto consueto dei simboli del Tetramorfo, ma hanno sembianze di figure umane, attentamente disegnate nei tratti fisiognomici del viso e nelle vesti; esse sono dotate però di magnifiche ali colorate, e tengono in mano cartigli recanti passi ricavati dai rispettivi Vangeli. Si tratta di una iconografia piuttosto antica, risalente ad alcuni capitelli romanici scolpiti nel XII secolo in area francese.

## Galleria d'immagini

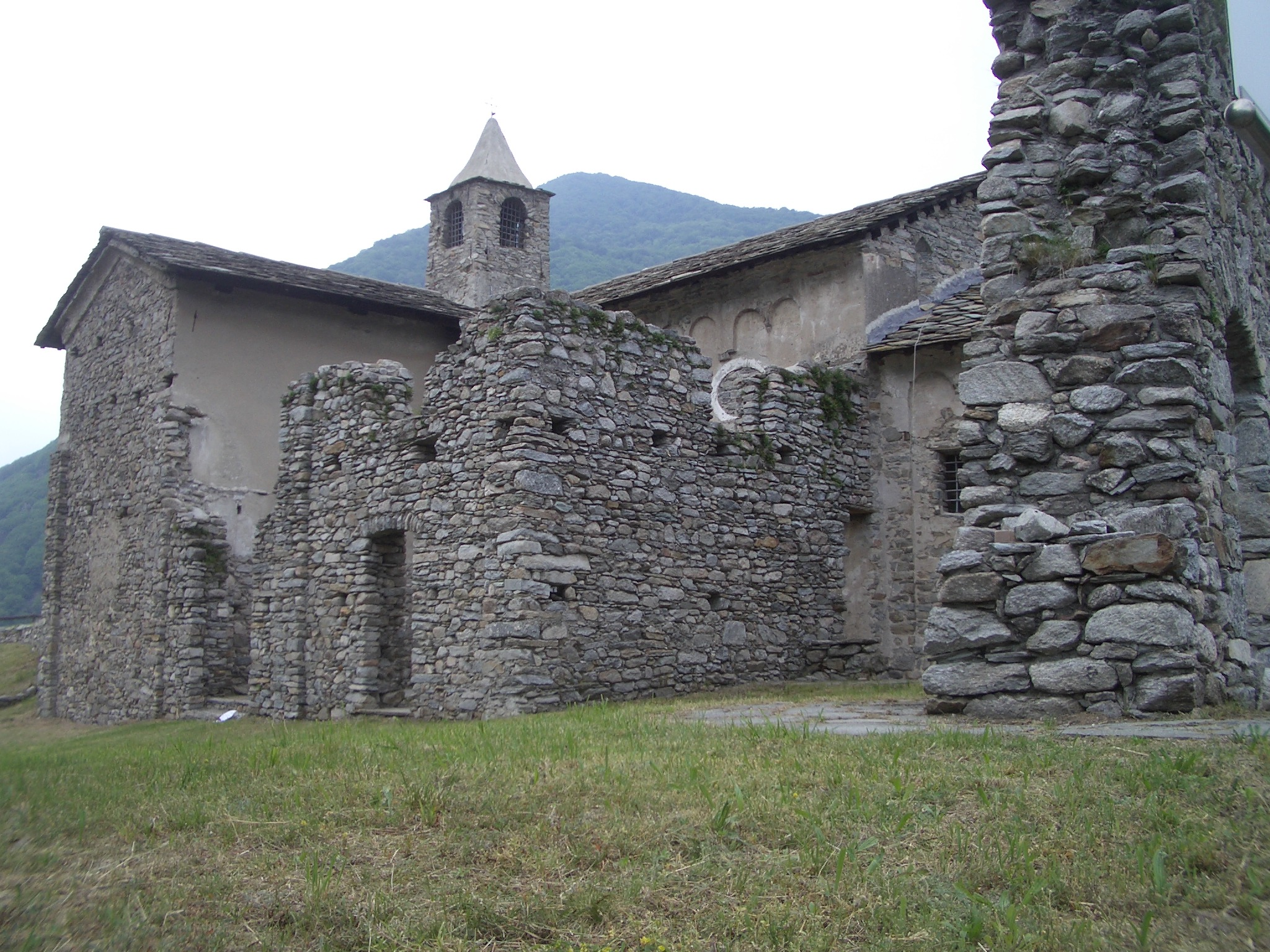
La Rocca di Re Arduino
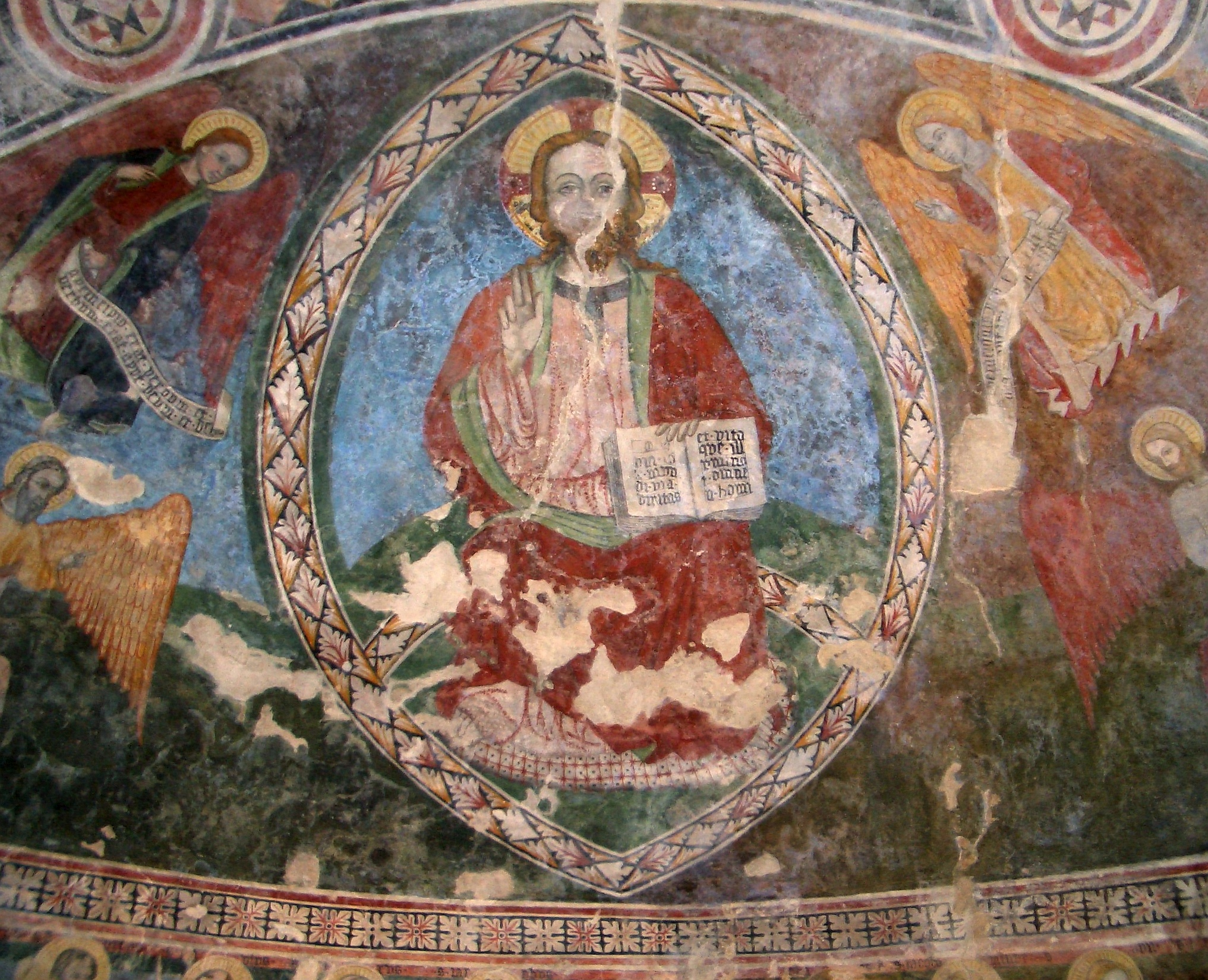
Cristo pantocratore
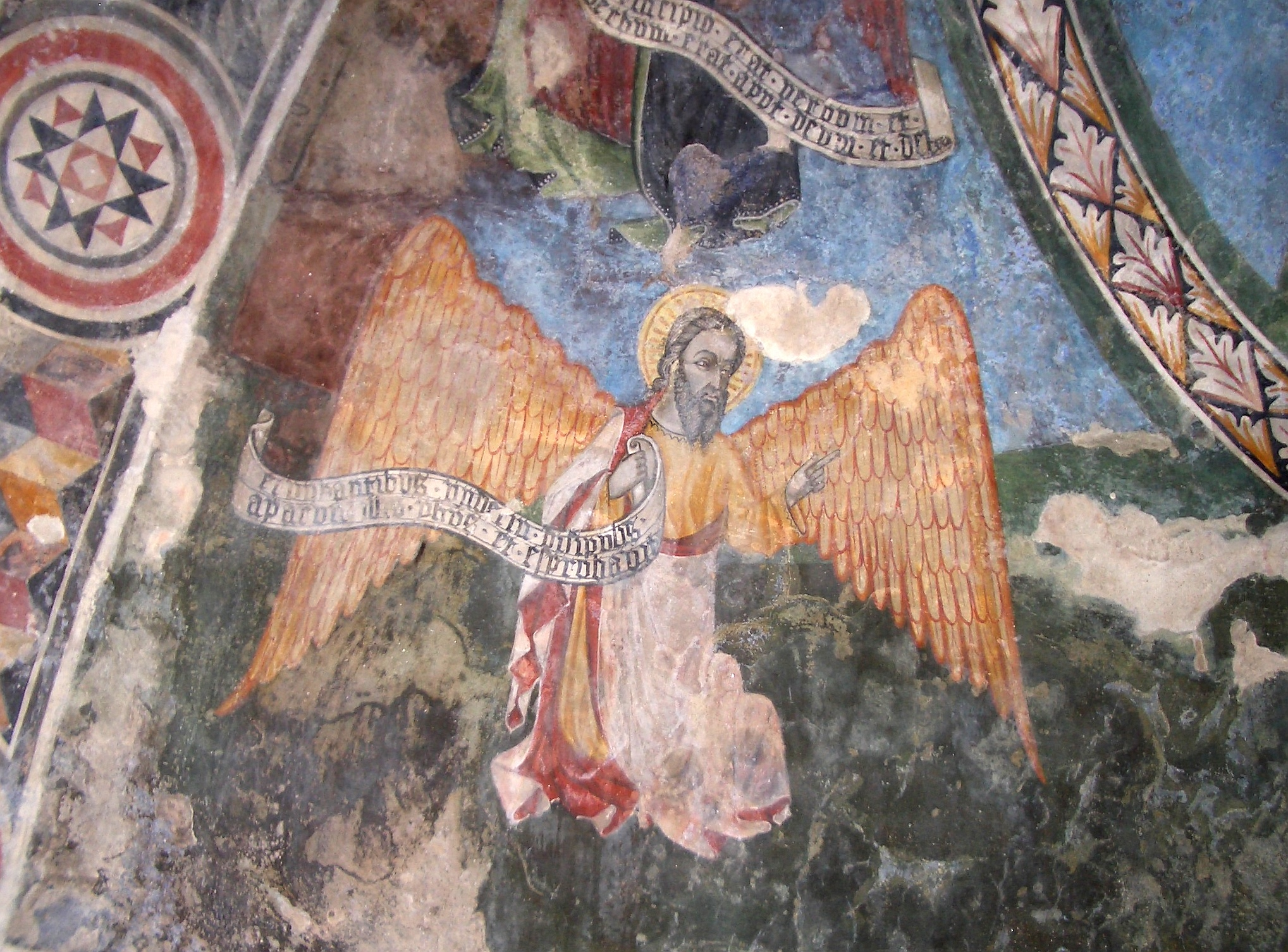
L'Evangelista San Marco
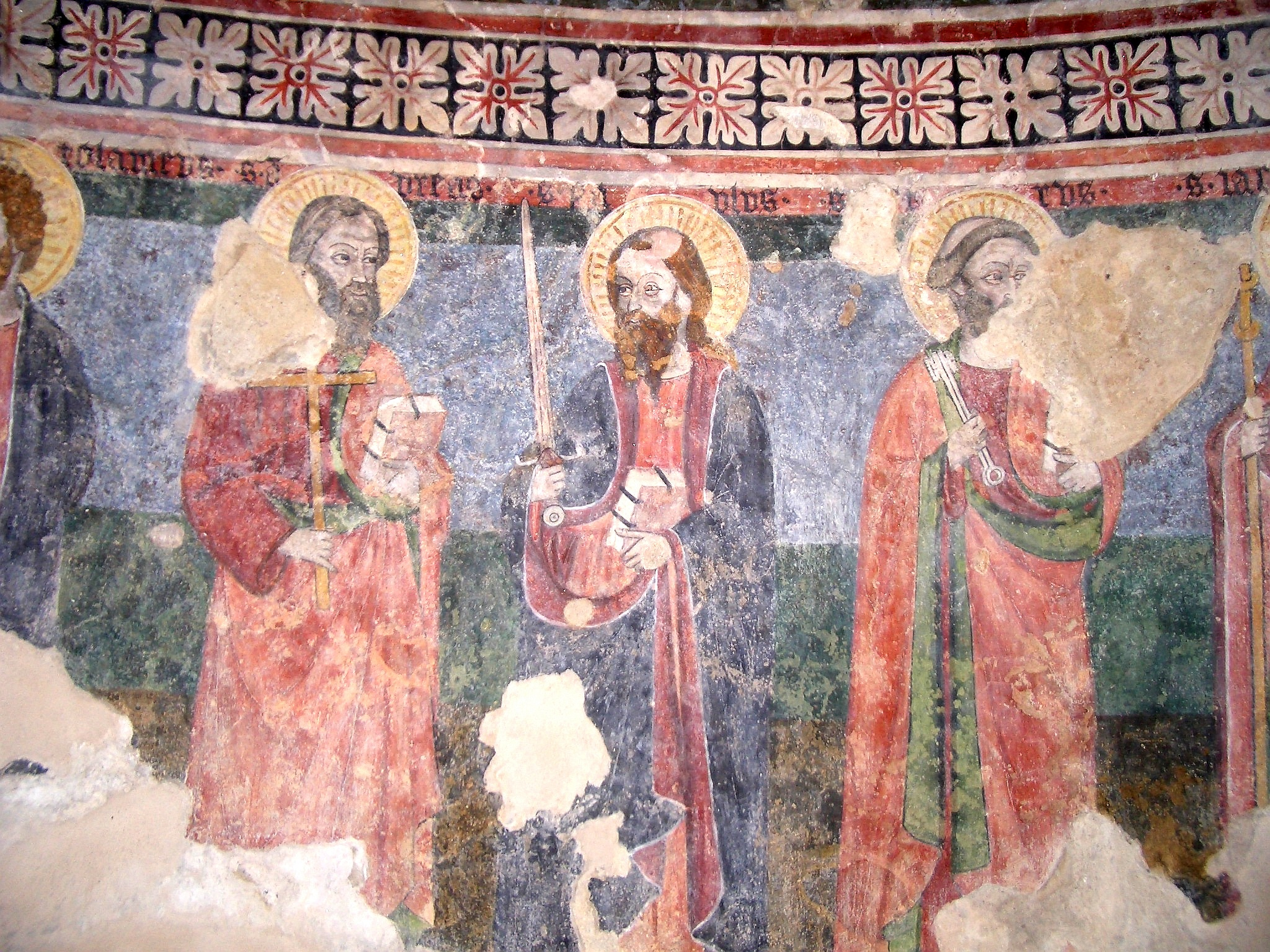
Gli Apostoli Andrea, Paolo e Pietro